# Ludovico Calini
Ludovico Calini (né le 18 janvier 1696 à Calino, dans l'actuelle province de Brescia, en Lombardie, alors dans le duché de Milan et mort le 9 décembre 1782 à Brescia) est un cardinal italien du XVIIIe siècle.

## Biographie
Ludovico Calini est nommé évêque de Crema en 1730. Il renonce à l'administration de son diocèse en 1751, pour devenir patriarche latin d'Antioche.
Le pape Clément XIII le crée cardinal lors du consistoire du 26 septembre 1766. Le cardinal Calini est camerlingue du Sacré Collège en  1774 et préfet de la Congrégation des indulgences et reliques. Il participe au conclave de 1769, lors duquel Clément XIV est élu pape.
Le cardinal Calini meurt à Brescia le 9 décembre 1782 à l'âge de 86 ans.

## Succession apostolique
Ludovico Calini a ordonné les évêques suivants :
- Cardinal Alberico Archinto (1739)
- Évêque Diego Manola (1755)
- Archevêque Giovanni Luca Garagnin (hr) (1756)
- Évêque Bonaventura Bernardi (1757)
- Évêque Francesco Antonio Salomone (1760)
- Évêque Giovanni Pietro Riboli (1767)
- Évêque Giovanni Morosini (it), O.S.B. (1770)
- Évêque Giovanni Benedetto Civran (it) (1770)
- Archevêque Giovanni Carsana (it) (1771)
- Évêque Giovanni Maria Antonio dall'Ostia (1771)
- Évêque Emanuele di Tommaso (1771)
- Évêque Carlo Pergamo (it) (1771)
- Archevêque Andrea Benedetto Ganassoni (it), O.S.B. (1773)
- Évêque Giovanni Paolo Dolfin (it), C.R.L. (1774)
- Cardinal Carlo Crivelli (1775)
- Évêque Stefano Domenico Sceriman (it), O.P. (1776)

### Sources
- Fiche du cardinal Ludovico Calini sur le site fiu.edu